# 安化軍節度使
安化军节度使，五代十国南唐的节度使，治所在饶州（今江西省上饶市）。
保大元年（943年），在饶州设立永平军節度使，下辖饶州一州。保大五年（947年），永平军節度使改为安化军节度使。宋太祖开宝八年（975年），宋朝灭南唐。北宋时饶州为刺史州。

## 历任节度使
- 刁彦能（943年）
- 王延政（946年—951年）